# ギガビット
ギガビット (gigabit) は情報や記憶装置の単位であり、Gbit または Gb と略記される。
- 1ギガビット = 109ビット = 1,000,000,000ビット

8 ビットは 1 バイトと等しいので、1 ギガビットは 125 メガバイトと等しい。
1ギガビットは、慣用値である230ビット（ギビビット）=1,073,741,824ビットとは、7%の差がある。
ランダムアクセスメモリやフラッシュメモリは、通常2のべき乗の容量を持つことが多いが、ハードディスクドライブのような記憶装置ではそうではない。ギガビット／ギガバイトは、後者のような記憶装置の容量を表示する際に、都合が良い。